# Парис (Ајдахо)
Парис (енгл. Paris) град је у америчкој савезној држави Ајдахо.

## Демографија
По попису из 2010. године број становника је 513, што је 63 (-10,9%) становника мање него 2000. године.
| Група             | 2000.       | 2010.       |
| Белци             | 569 (98,8%) | 495 (96,5%) |
| Афроамериканци    | 2 (0,3%)    | 2 (0,4%)    |
| Азијати           | 0 (0,0%)    | 1 (0,2%)    |
| Хиспаноамериканци | 4 (0,7%)    | 12 (2,3%)   |
| Укупно            | 576         | 513         |